# Litauische Eishockeynationalmannschaft
Die litauische Eishockeynationalmannschaft der Männer wird nach der Weltmeisterschaft 2018 in der IIHF-Weltrangliste auf Platz 25 geführt und spielt bei den Weltmeisterschaften in der Division I. Organisiert wird die Nationalmannschaft vom Litauischen Eishockeyverband.
In der Zwischenkriegszeit nahm das litauische Nationalteam an der Eishockey-Weltmeisterschaft 1938 teil und belegte dort den elften Platz unter 14 Mannschaften. Dies ist auch die bis heute beste Platzierung des Teams aus dem Baltikum. 1995 qualifizierte sich die Mannschaft erstmals nach der erneuten Unabhängigkeit für eine Eishockey-Weltmeisterschaft, eine Medaille konnte das Team allerdings bisher nicht gewinnen. An Olympischen Spielen nahm die Litauische Nationalmannschaft noch nie teil.
Seit 2012 ist der Deutsche Bernd Haake Nationaltrainer Litauens. Bei der Weltmeisterschaft 2014 belegte das Team den dritten Platz in der in Vilnius ausgetragenen Gruppe B der Division I und nutzte damit den Heimvorteil zur Verbesserung um zwei Plätze gegenüber den beiden Vorjahren. Bei der Weltmeisterschaft 2016 hatten die Litauer vor dem letzten Spieltag noch die Chance in die A-Gruppe der Division I aufzusteigen, verloren aber das letzte Spiel gegen Gastgeber Kroatien mit 1:2 nach Penaltyschießen und mussten sich mit dem dritten Rang hinter der Ukraine und Großbritannien begnügen.

## Weltmeisterschaften
- 1938: 11. Platz
- 1939: keine Teilnahme
- 1947–1990: Teil der Sowjetunion
- 1991–1992: keine Teilnahme
- 1993: 3. Qualifikation zur C-Weltmeisterschaft, Gruppe A
- 1994: Qualifikation zur C-Weltmeisterschaft, ausgeschieden
- 1995: 2. C2-Weltmeisterschaft
- 1996: 1. D-Weltmeisterschaft
- 1997: 8. C-Weltmeisterschaft
- 1998: 3. C-Weltmeisterschaft
- 1999: 3. C-Weltmeisterschaft
- 2000: 4. C-Weltmeisterschaft
- 2001: 6. Division I, Gruppe A
- 2002: 1. Division II, Gruppe B
- 2003: 6. Division I, Gruppe A
- 2004: 1. Division II, Gruppe B
- 2005: 5. Division I, Gruppe B
- 2006: 2. Division I, Gruppe B
- 2007: 5. Division I, Gruppe B
- 2008: 4. Division I, Gruppe B
- 2009: 4. Division I, Gruppe A
- 2010: 5. Division I, Gruppe A
- 2011: 5. Division I, Gruppe B
- 2012: 5. Division I, Gruppe B
- 2013: 5. Division I, Gruppe B
- 2014: 3. Division I, Gruppe B
- 2015: 3. Division I, Gruppe B
- 2016: 3. Division I, Gruppe B
- 2017: 3. Division I, Gruppe B
- 2018: 1. Division I, Gruppe B
- 2019: 6. Division I, Gruppe A
- 2020–2021: keine Austragung
- 2022: 3. Division I, Gruppe A
- 2023: 6. Division I, Gruppe A
- 2024: 2. Division I, Gruppe B
- 2025: 1. Division I, Gruppe B